# Posel smrti 3
Posel smrti 3 je závěrečný díl agenturní trilogie. Hru vydalo studio Cranberry Productions, vyšel roku 2011. Hra přímo navazuje na druhý díl. Herní principy a atmosféra zůstala takřka stejná. Hlavní postavou je hlavní hrdina předchozí hry Darren Michaels, kterého opět nadaboval David Prachař. Dabingu ostatních postav se ujaly například Jolana Smyčková a Helena Dytrtová.

## Děj
Darren Michaels (Adrian Gordon) je po událostech z druhého dílu zadržen ve vězení, je podezřelý ze žhářství (zámku Black Mirror) a zabití Lady Eleanor, kuchařky Sally Woodové a komorníka Batese, což byla ale práce Angeliny.
Za Darrena je ale splacena kauce (později Darren zjistí, že ji zaplatil Murray, protože očekával, že bude vraždit, což by zvýšilo turismus a tím pádem i jeho zisky) a Inspektor Spooner ho tedy musí propustit. Darren se snaží očistit své jméno. Darren ve vyhořelém zámku Black Mirror navštíví svou prababičku Viktorii, která je velmi nemocná, stará se o ní Valentýna Antoliniová (později Darren zjistí, že je to převorka, kterou poslal Vatikán, aby pomohla Darrenovi a Viktorii). Darren dochází i na terapii k psycholožce, často se potýká s návaly vzteku, které způsobuje Mordred. Darren v lese narazí i na Bílou paní, což je Marie, Mordredova manželka, a hledá své dítě. Viktorie zemře, Darren se tak stává šlechticem a dědicem Black Mirror.
Darren se snaží o rekonstrukci zámku a pátrá po tajemných Menhirech, které ho mají zavést do tajemné svatyně, kde by se mohl zbavit kletby.
Později Darrenovi nabídne Valentýna pomoc, protože zjistila, že mu může pomoci, že je stále jeho duše dobrá. Otec Fredirick se pokusí z Darrena vymítat Mordredovu duši, ale neuspěje a při vymítání zemře.
Darren se společně s Valentýnou vydá do podzemí zámku Black Mirror, kde naleznou Mordredovu mrtvolu, s pomocí Mordredových ostatků a tajemného černého zrcadla (anglicky Black Mirror), by bylo možné vyhnat Mordredovu duši z Darrena a definitivně tak ukončit kletbu rodu Gordonů. Darren tak na chvíli i zemře, ale Valentýna ho oživí pomocí injekce adrenalinu. Darren, tak může žít jako poslední z mocného rodu Gordonu už zcela bez prokletí.